# Punto de ruptura
Punto de ruptura es la primera novela de la serie Las guerras Clon, basada en el universo de La guerra de las galaxias, más concretamente en el conflicto ficticio llamado guerras Clon. Fue escrita por Matthew Stover y publicada en España en marzo de 2004 por la editorial Alberto Santos Editor.

## Argumento
La que fue discípula del maestro jedi Mace Windu, Depa Billaba, ahora miembro del Consejo Jedi, ha desaparecido en un conflicto en el planeta natal de Windu, el peligroso Haruun Kal. Billaba fue enviada a organizar a tribus como guerrilleros contra los separatistas, pues el planeta tenía una gran importancia estratégica.
Cuando se retiran los separatistas Billaba no regresa y surgen rumores de su descenso al Lado Oscuro y de que es una asesina. Windu debe dirigirse entonces a su antiguo planeta para descubrir una trama separatista, desigualdades, peligros y tribus que cuentan con usuarios de la Fuerza.
Pero lo peor es que Windu se da cuenta de que la guerra va contra los principios jedi, teniendo incluso que acabar con la vida de un hombre en coma que iba a morir agónicamente en un determinado punto. Al final Mace debe asumir el porqué de la caída de su antigua pupila al lado oscuro.
Punto de ruptura muestra por primera vez el interior de Mace Windu, la dureza de la guerra y como algunos jedi deben utilizar métodos menos ortodoxos en ella que les pueden conducir al lado oscuro.

## El título
La novela en inglés se llama Shatterpoint y la traducción más aproximada que se encontró fue Punto de ruptura. Este nombre proviene de la habilidad de Mace Windu de encontrar puntos de ruptura en personas y situaciones, o puntos débiles.